# Aprotool TM Editor
Aprotool TM Editor（アプロツール ティーエム エディター）は、前寺正彦が開発したMicrosoft Windows向けの32ビット版多国語対応テキストエディタである。
1995年11月20日にテスト版としてバージョン0.90が公開されて以降、度々バージョンアップを繰り返して来たが、正式版のリリースは2000年12月1日以降行われていない。
尚、作者はWindowsで動作する32bitコンソールアプリのComWin32も手がけており、Aprotool TM Editorでもcomwin32.dllという外部DLLとして仮想コンソール機能が提供されている。
2016年5月7日、Aprotool TM EditorをOracle社のJavaアプレットに移植したAprotool JW Editorが、また同月、Applet版「文字介」が、それぞれ未完の試作版として公開された。

## 特徴
下記に挙げた特徴の他にも、縦書編集、最大2048までの操作履歴のアンドゥ、リドゥ、コンソールウィンドウの提供なども特徴である。

### 多国語対応
今昔文字鏡で用意されている多くの漢字フォントに対応しており、超漢字で使用されるTADや準TADデータの入出力にも対応している。その他、SJIS、EUC、JIS、Unicodeを始め、バイナリでの編集にも対応している。内部処理にUnicodeを採用しているため、多国語文字の混在利用が可能となっている。

### カスタマイズ
柔軟な環境カスタマイズが提供されていると共に、cshライクなマクロ言語が用意されており、起動時のバッチ設定次第では、秀丸エディタ、MIFES、またはVZ Editorなどの他のテキストエディタ風の画面や操作性に類似させる事ができる。このため、今まで使い慣れていた環境から、ユーザが移行する事が容易となっている。

### 通信機能
ComWin通信コマンドを使用する事により、通信ポートを介したパソコン通信を行うことができる。この機能は、同梱のcomwtrm.dllにより外部提供されている。